# Залужье (Павская волость)
Залужье — деревня в северной части Порховского района Псковской области. Входит в состав сельского поселения «Павская волость».
Расположена на берегу Коломенки, притока Ситни, в 31 км к северо-востоку от города Порхов и в 12 км к востоку от волостного центра, села Павы.
Численность населения деревни по состоянию на 2000 год составляла 24 жителя.
До 3 июня 2010 года деревня входила в состав ныне упразднённой Берёзовской волости.